# Indy Japan 300 de 2010
O Indy Japan 300 de 2010 foi a décima sexta corrida da temporada de 2010 da IndyCar Series. A corrida foi disputada no dia 19 de setembro no Twin Ring Motegi, localizado na cidade de Motegi, Japão. O vencedor foi o brasileiro Hélio Castroneves, da equipe Team Penske.

## Pilotos e Equipes
No total 25 carros foram inscritos para corrida.
| Nº | Piloto                  | Equipe                     | Chassis | Motor | Pneu |
| -- | ----------------------- | -------------------------- | ------- | ----- | ---- |
| 2  | Raphael Matos           | de Ferran Dragon Racing    | Dallara | Honda | F    |
| 3  | Hélio Castroneves       | Team Penske                | Dallara | Honda | F    |
| 4  | Dan Wheldon             | Panther Racing             | Dallara | Honda | F    |
| 5  | Takuma Sato (R)         | KV Racing Technology       | Dallara | Honda | F    |
| 6  | Ryan Briscoe            | Team Penske                | Dallara | Honda | F    |
| 7  | Danica Patrick          | Andretti Autosport         | Dallara | Honda | F    |
| 8  | E. J. Viso              | KV Racing Technology       | Dallara | Honda | F    |
| 9  | Scott Dixon             | Chip Ganassi Racing        | Dallara | Honda | F    |
| 10 | Dario Franchitti        | Chip Ganassi Racing        | Dallara | Honda | F    |
| 11 | Tony Kanaan             | Andretti Autosport         | Dallara | Honda | F    |
| 12 | Will Power              | Team Penske                | Dallara | Honda | F    |
| 14 | Vitor Meira             | A. J. Foyt Enterprises     | Dallara | Honda | F    |
| 18 | Milka Duno              | Dale Coyne Racing          | Dallara | Honda | F    |
| 19 | Alex Lloyd (R)          | Dale Coyne Racing          | Dallara | Honda | F    |
| 22 | Justin Wilson           | Dreyer & Reinbold Racing   | Dallara | Honda | F    |
| 24 | Paul Tracy              | Dreyer & Reinbold Racing   | Dallara | Honda | F    |
| 26 | Marco Andretti          | Andretti Autosport         | Dallara | Honda | F    |
| 32 | Mario Moraes            | KV Racing Technology       | Dallara | Honda | F    |
| 34 | Bertrand Baguette (R)   | Conquest Racing            | Dallara | Honda | F    |
| 36 | Roger Yasukawa          | Conquest Racing            | Dallara | Honda | F    |
| 37 | Ryan Hunter-Reay        | Andretti Autosport         | Dallara | Honda | F    |
| 77 | Alex Tagliani           | FAZZT Race Team            | Dallara | Honda | F    |
| 78 | Simona de Silvestro (R) | HVM Racing                 | Dallara | Honda | F    |
| 02 | Graham Rahal            | Newman/Haas/Lanigan Racing | Dallara | Honda | F    |
| 06 | Hideki Mutoh            | Newman/Haas/Lanigan Racing | Dallara | Honda | F    |

- (R) - Rookie

### Treino classificatório
| 1         | 3  | Hélio Castroneves       | Team Penske              | 27.0967 | 27.0836 | 54.1803 |
| 2         | 6  | Ryan Briscoe            | Team Penske              | 27.2124 | 27.0749 | 54.2873 |
| 3         | 12 | Will Power              | Team Penske              | 27.2070 | 27.1156 | 54.3226 |
| 4         | 10 | Dario Franchitti        | Chip Ganassi Racing      | 27.2927 | 27.1647 | 54.4574 |
| 5         | 26 | Marco Andretti          | Andretti Autosport       | 27.3856 | 27.2833 | 54.6689 |
| 6         | 11 | Tony Kanaan             | Conquest Racing          | 27.4408 | 27.2761 | 54.7169 |
| 7         | 37 | Ryan Hunter-Reay        | Andretti Autosport       | 27.4661 | 27.3572 | 54.8233 |
| 8         | 8  | E. J. Viso              | KV Racing Technology     | 27.4861 | 27.3745 | 54.8606 |
| 9         | 4  | Dan Wheldon             | Panther Racing           | 27.5240 | 27.4089 | 54.9329 |
| 10        | 5  | Takuma Sato (R)         | KV Racing Technology     | 27.5113 | 27.4310 | 54.9423 |
| 11        | 9  | Scott Dixon             | Chip Ganassi Racing      | 27.5421 | 27.4473 | 54.9894 |
| 12        | 7  | Danica Patrick          | Andretti Autosport       | 27.5479 | 27.4651 | 55.0130 |
| 13        | 34 | Bertrand Baguette (R)   | Conquest Racing          | 27.5855 | 27.4665 | 55.0520 |
| 14        | 14 | Vitor Meira             | A. J. Foyt Enterprises   | 27.7264 | 27.5603 | 55.2867 |
| 15        | 19 | Alex Lloyd (R)          | Dale Coyne Racing        | 27.7669 | 27.6300 | 55.3969 |
| 16        | 02 | Graham Rahal            | Newman/Haas Racing       | 27.6645 | 27.7758 | 55.4403 |
| 17        | 06 | Hideki Mutoh            | Newman/Haas Racing       | 27.7581 | 27.6936 | 55.4517 |
| 18        | 22 | Justin Wilson           | Dreyer & Reinbold Racing | 27.8717 | 27.7239 | 55.5956 |
| 19        | 2  | Raphael Matos           | de Ferran Dragon Racing  | 27.8230 | 27.7831 | 55.6061 |
| 20        | 32 | Mario Moraes            | KV Racing Technology     | 27.9632 | 27.7428 | 55.7060 |
| 21        | 36 | Roger Yasukawa          | Conquest Racing          | 28.0284 | 27.7240 | 55.7524 |
| 22        | 24 | Paul Tracy              | Dreyer & Reinbold Racing | 27.9825 | 27.9373 | 55.9198 |
| 23        | 77 | Alex Tagliani           | FAZZT Race Team          | 28.0054 | 27.9790 | 55.9844 |
| 24        | 78 | Simona de Silvestro (R) | HVM Racing               | 28.2856 | 28.2527 | 56.5403 |
| 25        | 18 | Milka Duno              | Dale Coyne Racing        | 28.5368 | 28.3071 | 56.8439 |
| Relatório |    |                         |                          |         |         |         |

- (R) - Rookie

### Corrida
| Pos       | Nº | Piloto                  | Equipe                   | Voltas | Tempo        | Largada | Voltas na Liderança | Pontos |
| --------- | -- | ----------------------- | ------------------------ | ------ | ------------ | ------- | ------------------- | ------ |
| 1         | 3  | Hélio Castroneves       | Team Penske              | 200    | 2:04:04.4780 | 1       | 153                 | 50+3   |
| 2         | 10 | Dario Franchitti        | Chip Ganassi Racing      | 200    | +4.5746      | 4       | 0                   | 40     |
| 3         | 12 | Will Power              | Team Penske              | 200    | +5.0743      | 3       | 0                   | 35     |
| 4         | 6  | Ryan Briscoe            | Team Penske              | 200    | +6.4825      | 2       | 32                  | 32     |
| 5         | 7  | Danica Patrick          | Andretti Autosport       | 200    | +7.6057      | 12      | 0                   | 30     |
| 6         | 9  | Scott Dixon             | Chip Ganassi Racing      | 200    | +8.3641      | 11      | 0                   | 28     |
| 7         | 11 | Tony Kanaan             | Andretti Autosport       | 200    | +9.4093      | 6       | 0                   | 26     |
| 8         | 02 | Graham Rahal            | Newman/Haas Racing       | 200    | +11.7163     | 16      | 0                   | 24     |
| 9         | 37 | Ryan Hunter-Reay        | Andretti Autosport       | 200    | +12.2125     | 7       | 0                   | 22     |
| 10        | 4  | Dan Wheldon             | Panther Racing           | 200    | +12.4720     | 9       | 0                   | 20     |
| 11        | 26 | Marco Andretti          | Andretti Autosport       | 200    | +15.5007     | 5       | 0                   | 19     |
| 12        | 5  | Takuma Sato (R)         | KV Racing Technology     | 200    | +16.0693     | 10      | 0                   | 18     |
| 13        | 77 | Alex Tagliani           | FAZZT Race Team          | 200    | +17.6774     | 23      | 0                   | 17     |
| 14        | 06 | Hideki Mutoh            | Newman/Haas Racing       | 200    | +18.2811     | 17      | 0                   | 16     |
| 15        | 8  | E. J. Viso              | KV Racing Technology     | 200    | +18.7349     | 8       | 0                   | 15     |
| 16        | 22 | Justin Wilson           | Dreyer & Reinbold Racing | 200    | +19.4293     | 18      | 0                   | 14     |
| 17        | 14 | Vitor Meira             | A. J. Foyt Enterprises   | 200    | +20.1047     | 14      | 0                   | 13     |
| 18        | 2  | Raphael Matos           | de Ferran Dragon Racing  | 200    | +21.2346     | 19      | 15                  | 12     |
| 19        | 18 | Milka Duno              | Dale Coyne Racing        | 197    | +3 voltas    | 25      | 0                   | 12     |
| 20        | 36 | Roger Yasukawa          | Conquest Racing          | 195    | +5 voltas    | 21      | 0                   | 12     |
| 21        | 19 | Alex Lloyd (R)          | Dale Coyne Racing        | 131    | Contato      | 15      | 0                   | 12     |
| 22        | 24 | Paul Tracy              | Dreyer & Reinbold Racing | 114    | Contato      | 22      | 0                   | 12     |
| 23        | 78 | Simona de Silvestro (R) | HVM Racing               | 85     | Mecânico     | 24      | 0                   | 12     |
| 24        | 32 | Mario Moraes            | KV Racing Technology     | 66     | Contato      | 20      | 0                   | 12     |
| 25        | 34 | Bertrand Baguette (R)   | Conquest Racing          | 1      | Contato      | 13      | 0                   | 10     |
| Relatório |    |                         |                          |        |              |         |                     |        |

- (R) - Rookie

## Tabela do campeonato após a corrida
Observe que somente as dez primeiras posições estão incluídas na tabela.
| Pos | Var     | Piloto            | Pontos |
| --- | ------- | ----------------- | ------ |
| 1   | Estável | Will Power        | 587    |
| 2   | Estável | Dario Franchitti  | 575    |
| 3   | Aumento | Hélio Castroneves | 501    |
| 4   | Baixa   | Scott Dixon       | 497    |
| 5   | Estável | Ryan Briscoe      | 450    |

| Pos | Var     | Piloto           | Pontos |
| --- | ------- | ---------------- | ------ |
| 6   | Estável | Ryan Hunter-Reay | 426    |
| 7   | Estável | Tony Kanaan      | 418    |
| 8   | Estável | Marco Andretti   | 366    |
| 9   | Estável | Dan Wheldon      | 366    |
| 10  | Estável | Justin Wilson    | 349    |